# Kirchfriedhof Kirchhorst

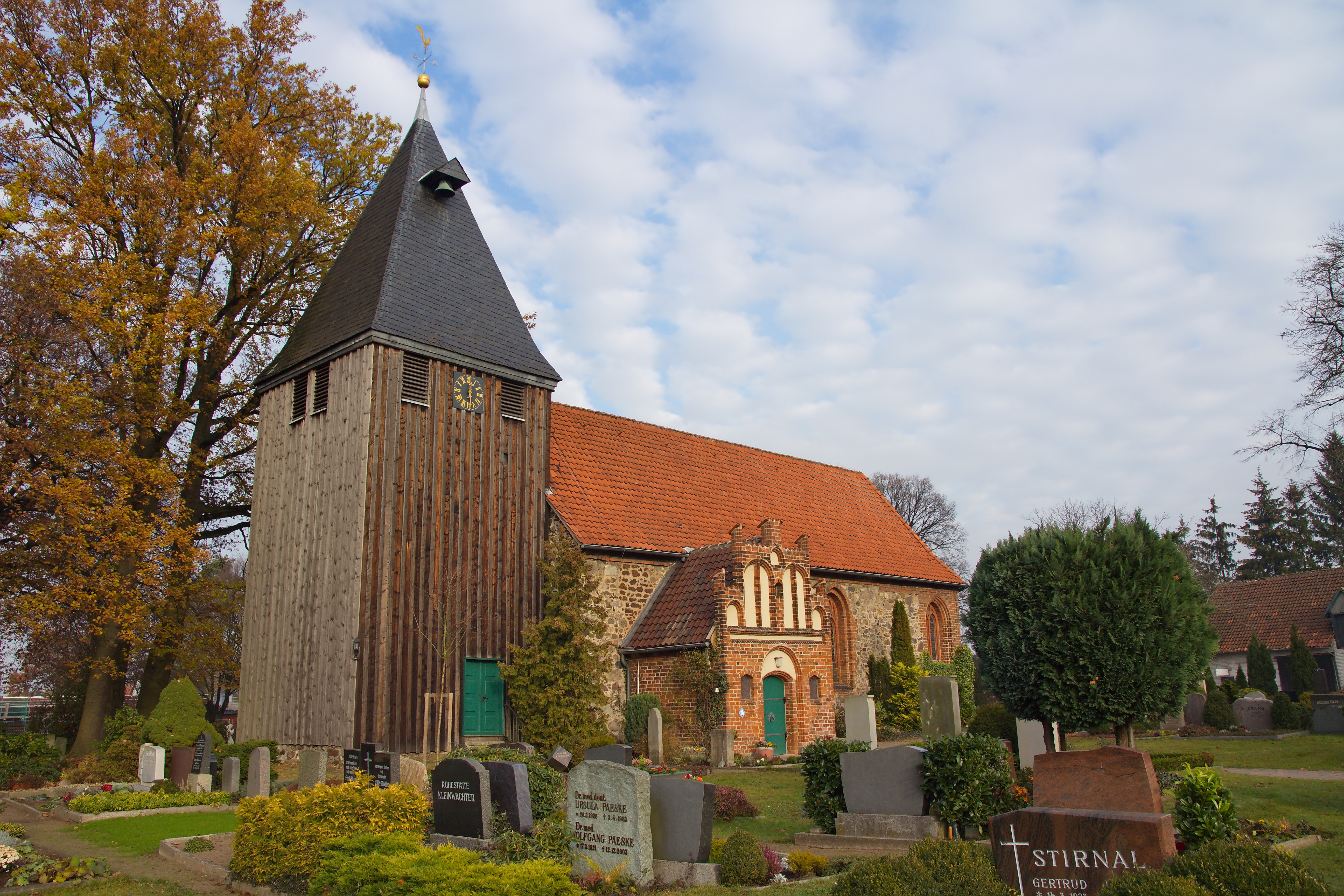
Der denkmalgeschützte Kirchfriedhof mit St. Nikolai

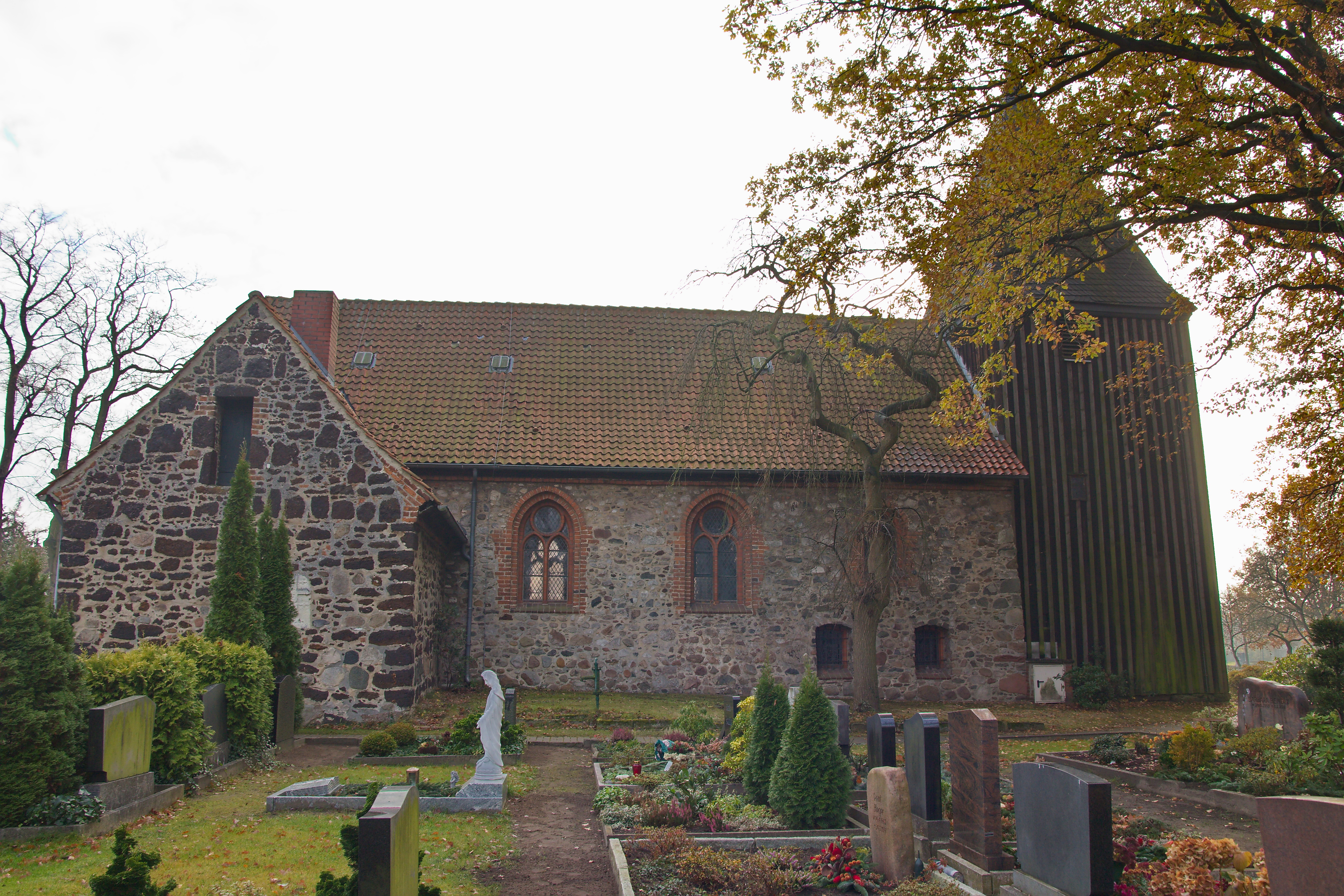
Jüngere Grabmäler auf der anderen Seite von St. Nikolai

Der Kirchfriedhof Kirchhorst in Isernhagen, Stadtteil Kirchhorst, ist mit seiner Grünfläche und einigen historischen Grabmälern ein denkmalgeschützter Kirchfriedhof in der Region Hannover. Er findet sich am nördlichen Rand der Hauptstraßen-Tangente unter der Adresse Steller Straße 15–17 im Karree mit dem Schulweg, dem Pastorenweg und dem von-Cramm-Weg.

## Geschichte und Beschreibung
Südlich des Zentrums der Friedhofsanlage findet sich die als Kirche der evangelisch-lutherischen Gemeinde genutzte Kapelle St. Nikolai. Das Ensemble, zu der unter anderem das ehemalige Pfarrhaus und die Alte Schule zählt, bildet die von alten Eichen überschattete bauliche und inhaltliche Mitte des ehemaligen – den Grundherren und Junkern von Cramm unterstandenen – Dorfes.
Ähnlich wie die vom Kirchfriedhof ins Kapellen-Innere translozierten Grabstelen, die nun innerhalb der aus dem 12. Jahrhundert datierten Grundmauern aufgestellt sind, finden sich auch in der Außenanlage am Rande des Kirchhofes „noch einige barocke und überkörpergroße Reliefstelen“, so etwa das Grabmal der Familie Grethe.
Im Stamm einer auf dem Friedhof gewachsenen Buche erinnern die vor einem Menschenalter eingeritzten Initialen E. J. und die römischen Zahlen XXXIX an den Schriftsteller Ernst Jünger und seine Familie, die ab dem ersten Jahr des Zweiten Weltkrieges ab 1939 in dem nahegelegenen ehemaligen Pfarrhaus gewohnt hatte.
Laut dem Volksbund Deutsche Kriegsgräberfürsorge finden sich auf dem Friedhof Kirchhorst zudem „[...] 3 Tote des Zweiten Weltkrieges und der nationalsozialistischen Gewaltherrschaft“, neben einem deutschen Soldaten auch zwei sowjetische Kriegsgefangene.

## Naturdenkmale

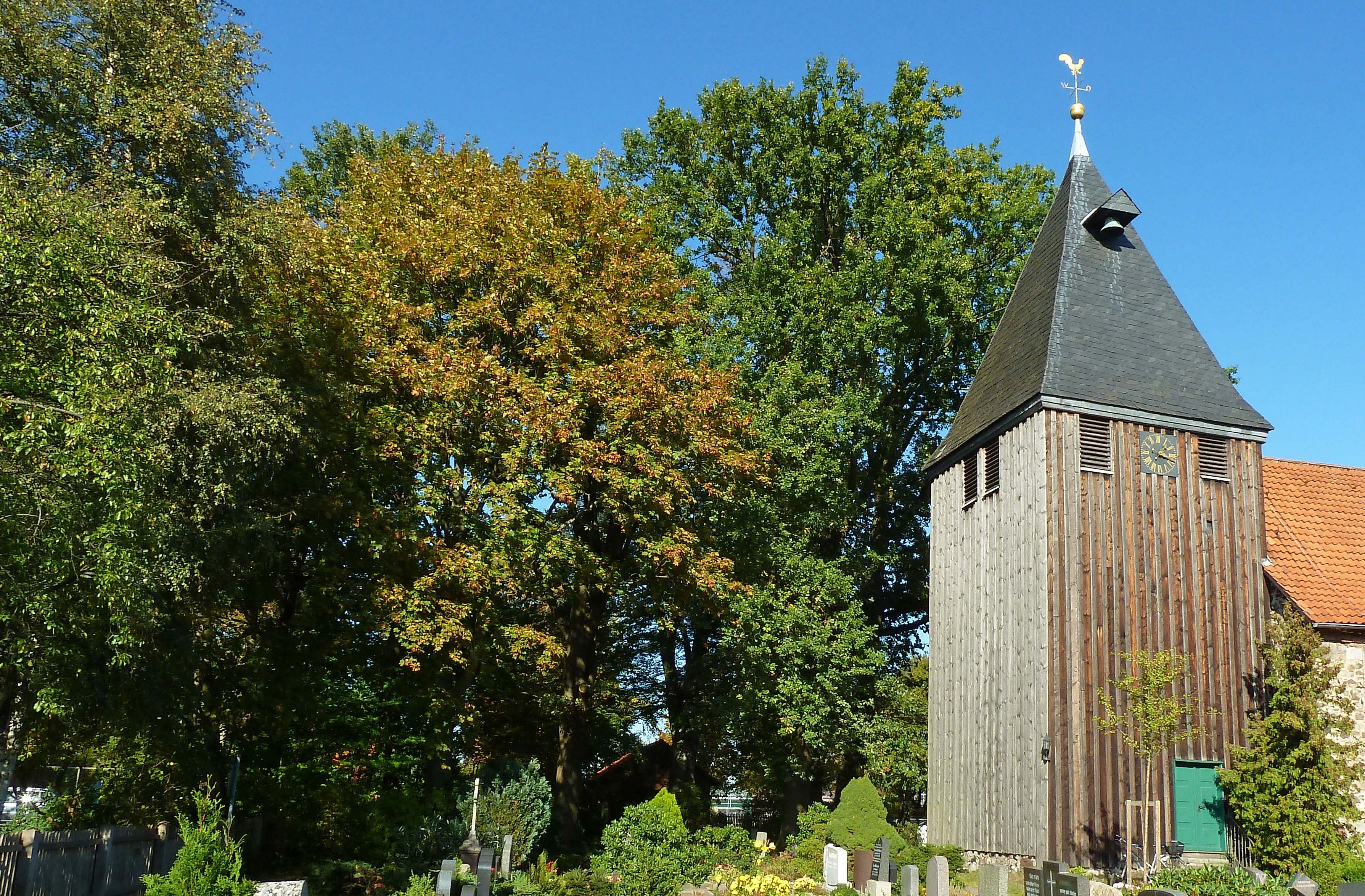
Ein Teil der zum Naturdenkmal ND-H 71 zusammengefassten rund 100 Jahre alten Baumgruppe aus Buchen, Ahorn und Eichen auf dem Kirchhof

Auf dem alten Teil des Friedhofes, dem Kirchhof nordwestlich der Kirche und zwischen der Leichenhalle und dem Pfarrhaus hat sich auf einer Grundfläche von rund 50 m × 15 m ein alter Baumbestand erhalten: Sieben rund 80 bis 100 Jahre alte und unterschiedlich große Buchen, Ahorn und Eichen verleihen dem Gelände einen parkähnlichen Charakter und vermitteln eine prägende Bedeutung sowohl für das Orts- als auch für das Landschaftsbild. Die Baumgruppe auf dem Flur 1 mit den Flurstücken 47/39 und 64/5 sind unter der Nummer ND-H 71 als Naturdenkmale verzeichnet.